# Тома Малечков
Тома Борисов Малечков е български юрист и филолог, деец на Вътрешната македонска революционна организация, личен секретар на Иван Михайлов.

## Биография
Тома Малечков е роден на 26 май 1921 година в неврокопското село Лъки, Царство България. Завършва неврокопската гимназия с пълно отличие, а през 1942 година записва право със стипендия от Министерство на просветата. Привлечен е към ВМРО и със специална препоръка от Асен Аврамов става секретар на Иван Михайлов в Загреб между 1942 – 1944 година. След Деветосептемврийския преврат се укрива в България, но е заловен и осъден на 15 години затвор на процеса срещу бившите дейци на ВМРО от юни 1946 година. Излежава 14 години в различни затвори и лагери, а след освобождението му на 20 ноември 1959 година работи като строителен работник в София. Завършва немска филология в Софийския университет и преподава немски в Банско (1962) и в Строителния техникум в Благоевград (1968). Умира в родното си село на 26 юни 1996 година.
Малечков е членувал в младежката организация „Шарци“ (по името на Шар планина), тя съществувала неофициално и Иван Михайлов имал влияние върху нея. Тома Малечков загазил заради своето участие и влязъл в затвора след събитията от 1948 г., той късно излязъл от затвора защото нещата в България мудно се възприемали. Тома Малечков е бивш секретар на Иван Михайлов, впоследствие е учител и като такъв се пенсионира. Иван Михайлов предложил на Малечков да стане политически емигрант в Италия и да му помага в работата, но той отклонил учтиво предложението, като мотивирал отказа си, че на тия години вече не му се става емигрант, а освен това синът му ще остане без бащина подкрепа. 